# Hamburger Stadtbahnanschluss
| Hamburger Stadtbahnanschluss in Höhe des U-Bahnhofs Olympiastadion, 2017 |                                                         |                                        |                                        |
| Strecke führt von Spandau im Nordwesten an Westend vorbei nach Charlottenburg im Südosten (Karte von 1907) |                                                         |                                        |                                        |
| Streckennummer (DB): | 6109                                                    |                                        |                                        |
| Kursbuchstrecke: | 185, 187, 193 (1934) 100d (S-Bahn 1946) 110, 208 (1946) |                                        |                                        |
| Streckenlänge: | 7,1 km                                                  |                                        |                                        |
| Spurweite: | 1435 mm (Normalspur)                                    |                                        |                                        |
| Stromsystem: | 15 kV 16,7 Hz ~                                         |                                        |                                        |
| Streckengeschwindigkeit: | 160 km/h                                                |                                        |                                        |
| Zugbeeinflussung: | PZB                                                     |                                        |                                        |
| |                                                         |                                        |                                        |
| \| \| \| Berliner Stadtbahn von Berlin Ostbf \| \| \| \| 11,2 \| Berlin-Charlottenburg \| Berlin-Charlottenburg \| \| \| \| nach Westend (bis 1944), nach Halensee \| \| \| \| \| Lehrter Stadtbahnanschluss (bis 1945) \| \| \| \| \| Trasse bis 1925 \| \| \| \| \| Berlin Westkreuz Ringbahn \| \| \| \| \| Gütergleise der Ringbahn \| \| \| \| \| Verbindung Ringbahn – Berlin-Grunewald \| \| \| \| \| nach Berlin-Wannsee \| \| \| \| \| nach Potsdam \| \| \| \| \| Berlin Messe Süd \| \| \| \| \| \| \| \| \| \| \| \| \| \| \| Trasse bis 1925 \| \| \| \| 14,8 \| Berlin Heerstraße (ehem. Bahnhof) \| Berlin Heerstraße (ehem. Bahnhof) \| \| \| \| Spandauer Vorortbahn nach Spandau \| \| \| \| \| zum Olympiastadion (bis ca. 1945) \| \| \| \| \| Lehrter Bahn (ehem. Trasse) \| \| \| \| \| \| \| \| \| \| Hamburger Bahn von Berlin Hbf \| \| \| \| 18,3 \| Berlin-Spandau Ost (Abzw) \| Berlin-Spandau Ost (Abzw) \| \| \| \| Anschluss IGB Ruhleben \| \| \| \| \| Berlin-Ruhleben (heute Bft) \| \| \| \| \| Spandauer Vorortbahn von Heerstraße \| \| \| \| \| \| \| \| \| 19,7 \| Berlin-Stresow (ehem. Spandau Hbf) \| Berlin-Stresow (ehem. Spandau Hbf) \| \| \| \| Havel \| \| \| \| \| Berlin-Spandau \| \| \| \| \| Lehrter Bahn \| \| \| \| \| Hamburger Bahn \| \| |                                                         |                                        |                                        |
| Strecke · Strecke |                                                         | Berliner Stadtbahn von Berlin Ostbf    | Berliner Stadtbahn von Berlin Ostbf    |
| S-Bahnhof · Bahnhof | 11,2                                                    | Berlin-Charlottenburg                  | Berlin-Charlottenburg                  |
| Abzweig geradeaus, nach links und ehemals nach rechts · Kreuzung geradeaus oben |                                                         | nach Westend (bis 1944), nach Halensee | nach Westend (bis 1944), nach Halensee |
| Kreuzung geradeaus unten (Querstrecke außer Betrieb) · Abzweig geradeaus und ehemals nach rechts |                                                         | Lehrter Stadtbahnanschluss (bis 1945)  | Lehrter Stadtbahnanschluss (bis 1945)  |
| Strecke von links (außer Betrieb) · Kreuzung (Querstrecke außer Betrieb) · Abzweig geradeaus und ehemals nach rechts |                                                         | Trasse bis 1925                        | Trasse bis 1925                        |
| Kreuzung geradeaus unten (Strecke geradeaus außer Betrieb) · Turm-S-Bahnhof geradeaus unten · Kreuzung geradeaus oben |                                                         | Berlin Westkreuz Ringbahn              | Berlin Westkreuz Ringbahn              |
| Kreuzung geradeaus unten (Strecke geradeaus außer Betrieb) · Kreuzung geradeaus unten · Kreuzung geradeaus oben |                                                         | Gütergleise der Ringbahn               | Gütergleise der Ringbahn               |
| Kreuzung geradeaus unten (Strecke geradeaus außer Betrieb) · Kreuzung geradeaus unten · Kreuzung geradeaus oben |                                                         | Verbindung Ringbahn – Berlin-Grunewald | Verbindung Ringbahn – Berlin-Grunewald |
| Strecke (außer Betrieb) · Strecke · Abzweig geradeaus und nach links |                                                         | nach Berlin-Wannsee                    | nach Berlin-Wannsee                    |
| Strecke (außer Betrieb) · Abzweig geradeaus und nach links · Kreuzung geradeaus oben |                                                         | nach Potsdam                           | nach Potsdam                           |
| Strecke (außer Betrieb) · S-Bahn-Halt · Strecke |                                                         | Berlin Messe Süd                       | Berlin Messe Süd                       |
| Strecke (außer Betrieb) · Strecke nach halblinks · Strecke nach halbrechts |                                                         |                                        |                                        |
| Strecke (außer Betrieb) · Strecke von halblinks · Strecke von halbrechts |                                                         |                                        |                                        |
| Strecke nach links (außer Betrieb) · Kreuzung (Querstrecke außer Betrieb) · Abzweig geradeaus und ehemals von rechts |                                                         | Trasse bis 1925                        | Trasse bis 1925                        |
| ehemaliger Bahnhof · S-Bahn-Halt | 14,8                                                    | Berlin Heerstraße (ehem. Bahnhof)      | Berlin Heerstraße (ehem. Bahnhof)      |
| Strecke · Strecke nach links |                                                         | Spandauer Vorortbahn nach Spandau      | Spandauer Vorortbahn nach Spandau      |
| Abzweig geradeaus und ehemals nach links |                                                         | zum Olympiastadion (bis ca. 1945)      | zum Olympiastadion (bis ca. 1945)      |
| Kreuzung geradeaus oben (Querstrecke außer Betrieb) · Strecke von rechts (außer Betrieb) |                                                         | Lehrter Bahn (ehem. Trasse)            | Lehrter Bahn (ehem. Trasse)            |
| Kreuzung geradeaus oben · Strecke von rechts |                                                         |                                        |                                        |
| Abzweig geradeaus und von rechts · Strecke |                                                         | Hamburger Bahn von Berlin Hbf          | Hamburger Bahn von Berlin Hbf          |
| Blockstelle · Strecke | 18,3                                                    | Berlin-Spandau Ost (Abzw)              | Berlin-Spandau Ost (Abzw)              |
| Kreuzung geradeaus unten · Abzweig geradeaus und von rechts |                                                         | Anschluss IGB Ruhleben                 | Anschluss IGB Ruhleben                 |
| Strecke · Dienststation / Betriebs- oder Güterbahnhof |                                                         | Berlin-Ruhleben (heute Bft)            | Berlin-Ruhleben (heute Bft)            |
| Strecke von links · Kreuzung geradeaus unten · Kreuzung geradeaus unten |                                                         | Spandauer Vorortbahn von Heerstraße    | Spandauer Vorortbahn von Heerstraße    |
| Strecke · Abzweig geradeaus und von links · Strecke nach rechts |                                                         |                                        |                                        |
| S-Bahn-Halt · ehemaliger Bahnhof | 19,7                                                    | Berlin-Stresow (ehem. Spandau Hbf)     | Berlin-Stresow (ehem. Spandau Hbf)     |
| Brücke über Wasserlauf · Brücke über Wasserlauf |                                                         | Havel                                  | Havel                                  |
| S-Kopfbahnhof Streckenende · Bahnhof |                                                         | Berlin-Spandau                         | Berlin-Spandau                         |
| Abzweig geradeaus und nach links |                                                         | Lehrter Bahn                           | Lehrter Bahn                           |
| Strecke |                                                         | Hamburger Bahn                         | Hamburger Bahn                         |

Der Hamburger Stadtbahnanschluss ist eine Eisenbahnstrecke in Berlin. Die zweigleisige, gut sieben Kilometer lange Hauptbahn wurde 1882 eröffnet. Sie entstand zusammen mit der Berliner Stadtbahn als deren Verbindung zur Berlin-Hamburger Eisenbahn. Sie dient heute vor allem dem Personenverkehr, sowohl für Fern- als auch für Regionalzüge.

## Geschichte

### Die ersten Jahre
Bis Anfang der 1870er Jahre war Berlin von einer Reihe von privaten Bahnstrecken erschlossen, die in verschiedenen Kopfbahnhöfen in der Stadt begannen und endeten. Nachdem zwischen 1867 und 1877 die staatliche Berliner Ringbahn in Betrieb ging, wurden die zentralen Bereiche der Stadt über die 1882 eröffneten Berliner Stadtbahn verbunden. Diese Bahn war seit der Insolvenz der Berliner Stadteisenbahngesellschaft im Jahr 1878 ebenfalls staatlich. Die Hamburger Bahn hatte sich in einem Vertrag mit der preußischen Staatsregierung vom 2. November 1877 dazu verpflichtet, eine 7,5 Kilometer lange Anschlussstrecke zur Stadtbahn zu bauen. Die Strecke trennte sich zwischen dem Bahnhof Charlottenburg und der Kreuzung mit der Ringbahn von der Wetzlarer Bahn und führte durch damals unbebaute bewaldete Gebiete am Ostrand des Grunewaldes, um östlich des damaligen Bahnhofs Spandau die Hamburger Bahn zu erreichen. Die Strecke ging am 1. Juni 1882 in Betrieb, zeitgleich mit der Aufnahme des Fernverkehrs auf der Stadtbahn.
Auch die Lehrter Bahn, die seinerzeit zwischen Berlin und Spandau unmittelbar parallel zur Hamburger Bahn geführt wurde, errichtete eine entsprechende Verbindungsbahn. Auch diese Verbindungsstrecke begann im Bahnhof Charlottenburg, führte in einer kurzen Kurve nach Norden auf die Ringbahn, kreuzte diese im Bereich des Güterbahnhofs Charlottenburg-Westend und gelangte dann nach einer weiteren kurzen Kurve auf die Lehrter Bahn.
Nach einem Vertrag von 29. März 1884 wurde die Hamburger Bahn vom preußischen Staat erworben. Die Bahnstrecke Berlin–Hamburg kam zur Königlichen Eisenbahndirektion Altona, der zugehörige Stadtbahnanschluss zur Eisenbahndirektion Berlin. Nach der Verstaatlichung auch der Lehrter Bahn wurde der Bahnverkehr auf den beiden Strecken neu geordnet. Die Gleise der früheren Hamburger Bahn nahmen den gesamten Personenverkehr in beiden Richtungen auf, die frühere Lehrter Bahn den Güterverkehr. Entsprechend diente in der Folge auch der Lehrter Stadtbahnanschluss dem Güter- und der Hamburger Stadtbahnanschluss dem Personenverkehr. Seit 1889 führte nicht nur der Fernverkehr der Hamburger Bahn, sondern auch der der Lehrter Bahn von der Stadtbahn über den Hamburger Stadtbahnanschluss. Allerdings zeigten sich bereits Anfang der 1890er Jahre größere Kapazitätsengpässe auf der Stadtbahn. Der Fernverkehr in Richtung Hamburg wurde seit 1. Juni 1891 wieder vom Lehrter Bahnhof aus direkt auf der Hamburger Bahn geführt. Der Hamburger Stadtbahnanschluss diente danach dem Vorortverkehr und dem größten Teil der Fernzüge zur Lehrter Bahn.

### 20. Jahrhundert

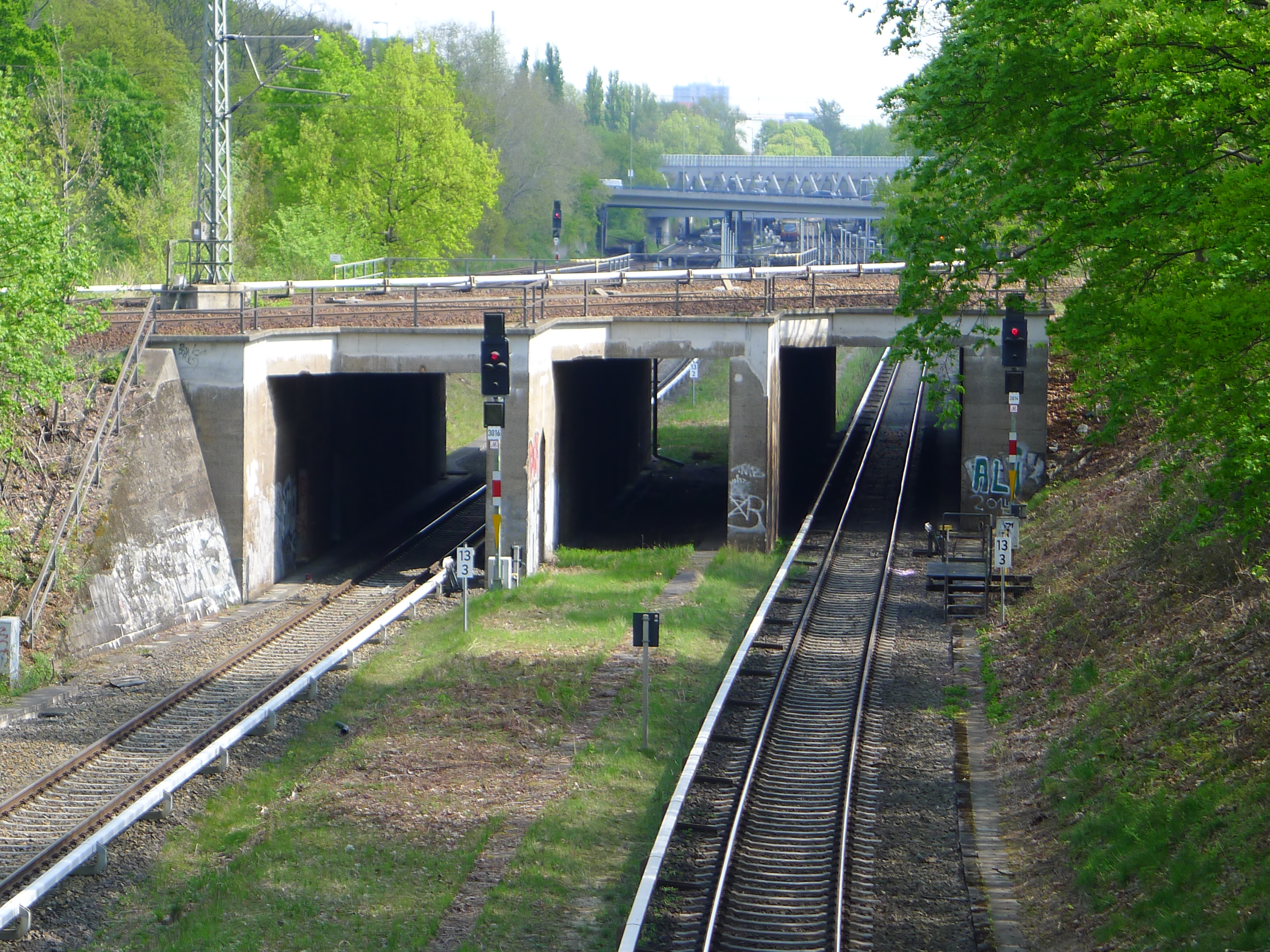
Überführung der Strecke über die S-Bahn-Gleise in Richtung Grunewald, 2014

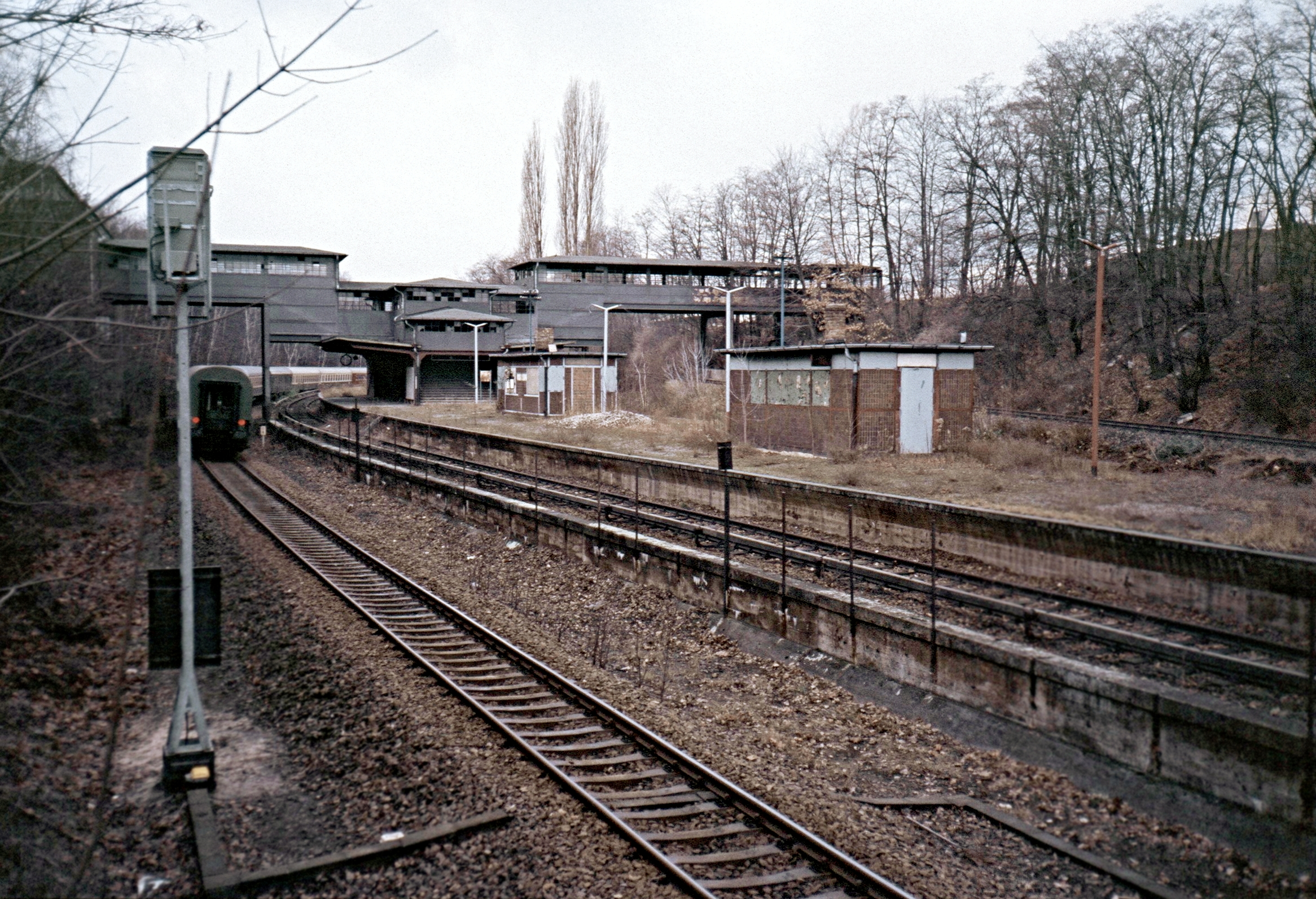
Transitzug nach Hamburg auf Höhe des damals geschlossenen S-Bahnhofs Eichkamp, 1986

Im Jahr 1905 wurden die Vorortzüge der Relation Spandau – Stadtbahn (Ferngleise) – Strausberg über den Hamburger Stadtbahnanschluss geführt. Andere Vorortzüge in diesem Bereich, etwa in der Relation Nauen – Spandau – Berlin, gelangten über die Hamburger Bahn zum Lehrter Bahnhof.
Bis 1909 gab es zwischen Spandau und Charlottenburg keine Unterwegshalte. Am 1. November 1909 wurde der Bahnhof Heerstraße eröffnet. Bereits einige Monate zuvor war dort ein Abzweig zum Bahnhof Rennbahn (heute: Bahnhof Olympiastadion) in Betrieb gegangen, der zunächst nur bei Sonderveranstaltungen genutzt wurde. 1911 wurde diese Strecke über Pichelsberg nach Spandau verlängert. Diese als Spandauer Vorortbahn oder Grunewaldbahn bezeichnete Strecke nahm nördlich des Bahnhofs Heerstraße den gesamten Vorortverkehr auf, die Fernzüge verblieben auf der alten Strecke.
Mitte der 1920er Jahre wurde das Berliner Messegelände erweitert. Dabei wurde die Trasse des Hamburger Stadtbahnanschlusses nach Süden verlegt, die neue Trasse ging am 15. August 1927 in Betrieb. Im Folgejahr wurden auch in Richtung Heerstraße wie auch auf der Wetzlarer Bahn Fern- und Vorortgleise voneinander getrennt. Die Vorortgleise wurden für den S-Bahn-Betrieb mit Stromschiene versehen. Am 23. August 1928 wurde der elektrische Betrieb auf der separaten Vorortstrecke aufgenommen. An der Vorortbahn entstand der neue Bahnhof Eichkamp.
Nach dem Zweiten Weltkrieg mit der deutschen und der Berliner Teilung wurden die Berliner Kopfbahnhöfe bis 1952 geschlossen. Der gesamte Transitverkehr von Berlin in Richtung Hamburg und über die Lehrter Bahn führte seitdem wieder über den Hamburger Stadtbahnanschluss. Vorortverkehr auf den Ferngleisen ins Umland gab es von West-Berlin aus nicht mehr. Ein Gleis des Stadtbahnanschlusses nördlich der Heerstraße wurde demontiert.
Nach dem Bau der Berliner Mauer und einem Grenzdurchbruch im Dezember 1961 wurden die Grenzübergänge in Berlin-Staaken und Albrechtshof geschlossen, damit endete zunächst auch der planmäßige Reisezugverkehr auf dem Hamburger Stadtanschluss und die Strecke wurde völlig unbedeutend. Auf einer Karte von 1973 sind beide Gleise als „abgebaut“ gekennzeichnet. Erst 1976 lebte der Verkehr mit Wiedereröffnung des Grenzübergangs in Staaken wieder auf, beschränkte sich aber auf einige wenige Zugpaare am Tag von der Stadtbahn nach Hamburg.

### Entwicklung nach 1990

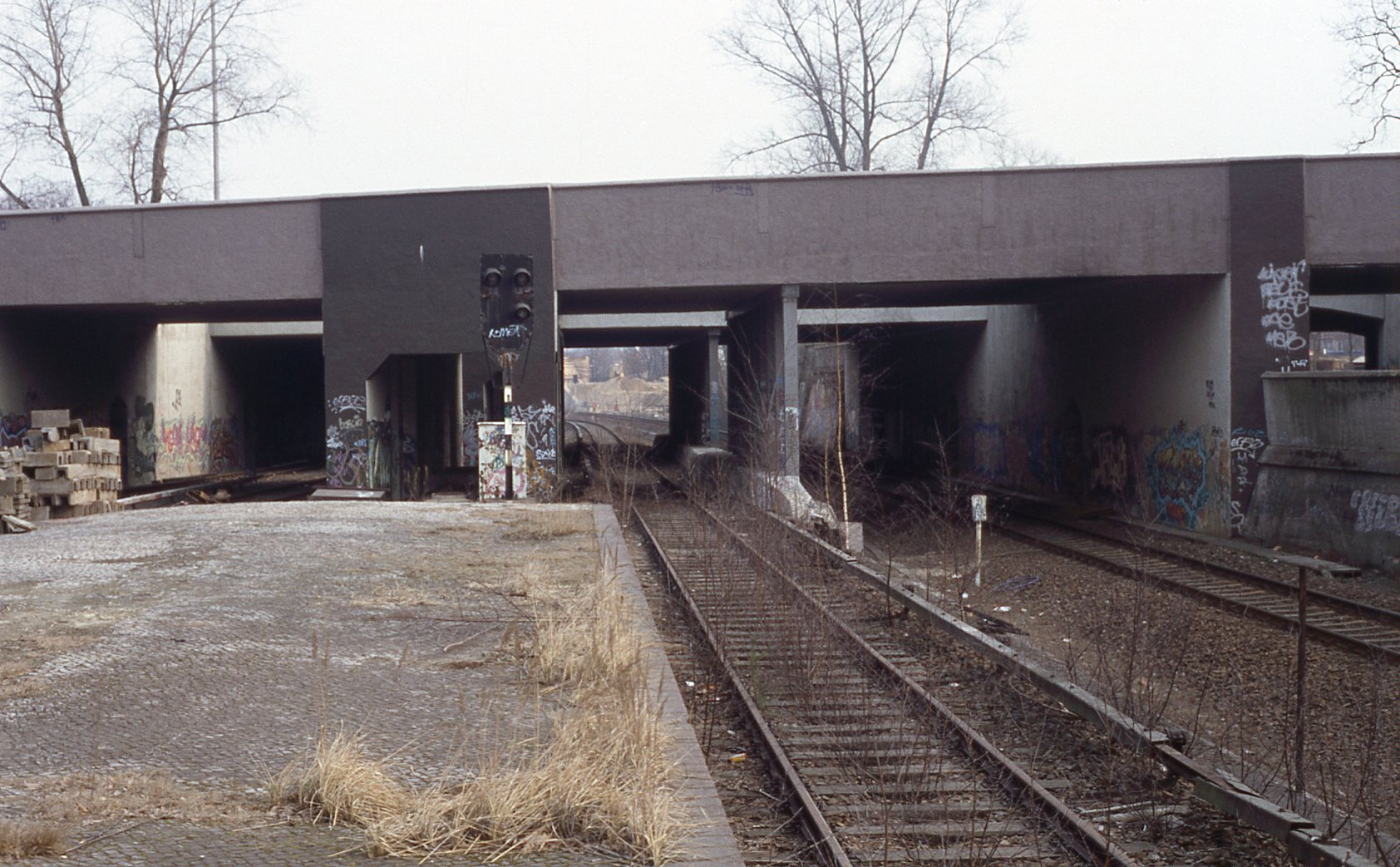
Brücke des Messedamms über die Vorortgleise (links) und das damalige Ferngleis (rechts), 1993

Nach dem Mauerfall wuchs das Verkehrsaufkommen deutlich. Seit 1991 verkehrten wieder Regionalzüge in Richtung Nauen über den Stadtbahnanschluss, hinzu kam eine wachsende Zahl von Fernzügen zur Hamburger und zur Lehrter Bahn. 1994/1995 wurde die Strecke für Bauarbeiten komplett gesperrt. Die Fernzüge nützten in dieser Zeit die Gleise der Spandauer Vorortbahn. 1997 wurde die elektrische Fahrleitung zwischen Spandau und Charlottenburg in Betrieb genommen.
In den 1990er Jahren wurde die Stadtbahn, der Stadtbahnanschluss und die anschließenden Strecken umfassend ausgebaut. Die Stadtbahn wurde wieder zweigleisig und elektrifiziert. Nach der Wiedereröffnung der Stadtbahn für den Fernverkehr im Juni 1998 gab es ein sehr dichtes Zugangebot über die Strecke, da hier die einzige Personenverkehrsverbindung von der Hamburger und Lehrter Bahn in die Berliner Innenstadt bestand. Zeitweise nutzten bis zur Inbetriebnahme der Nord-Süd-Fernbahn im Mai 2006 auch Züge zur Berliner Nordbahn die Strecke, die dann zwischen der Hamburger Bahn und der Nordbahn über den Berliner Außenring fuhren.

## Verlauf

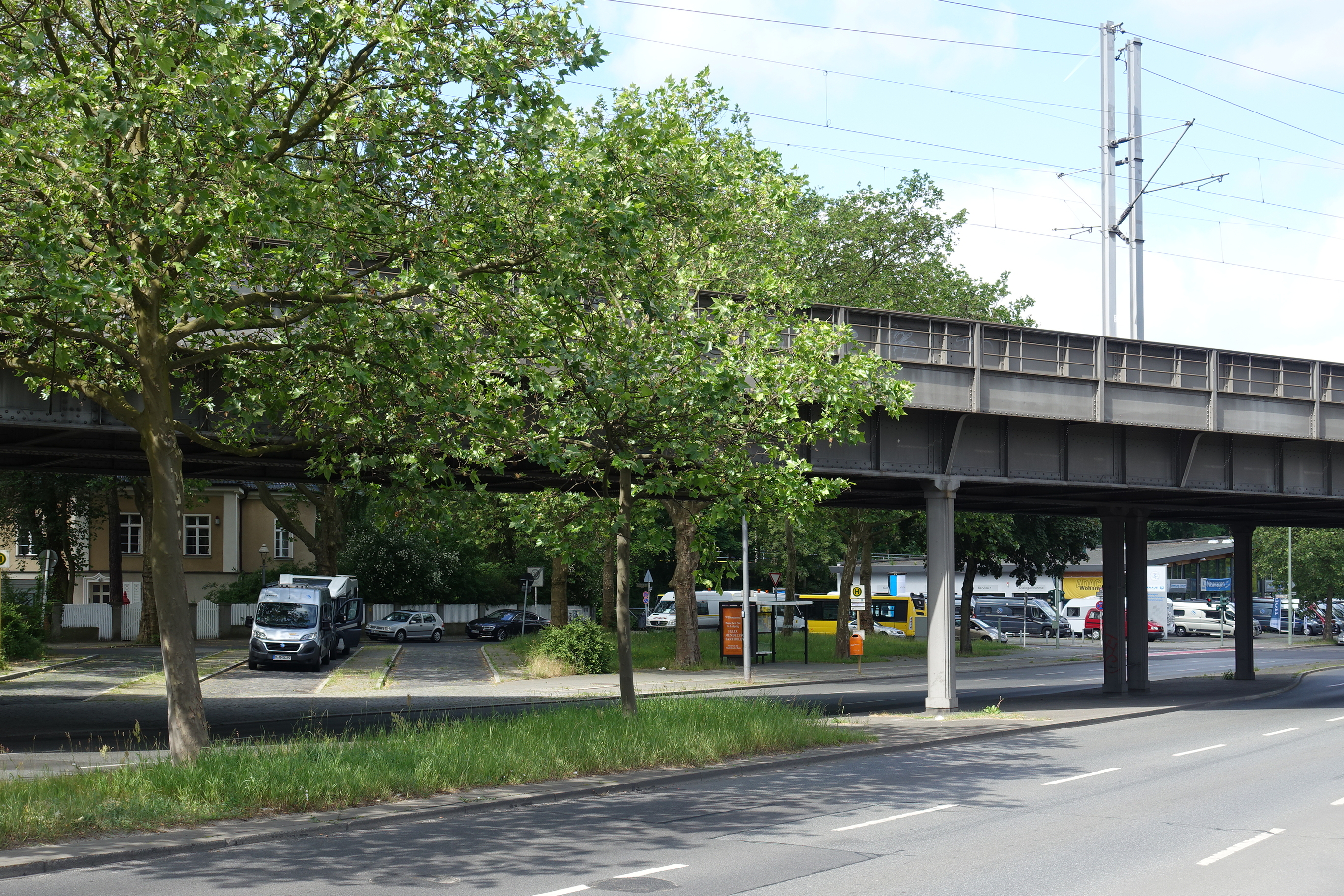
Brücke über die Charlottenburger Chaussee, 2017

Die ursprüngliche Strecke zweigte östlich der Kreuzung mit der Ringbahn von der Wetzlarer Bahn ab, überquerte die Ringbahn und führte geradlinig parallel zur heutigen Wandalenallee zum Bahnhof Heerstraße. Der größte Teil der Trasse ist heute vom Messegelände und vom 1928 eröffneten S-Bahnhof Westkreuz überbaut. Die seit 1928 bestehende Strecke verläuft von Charlottenburg bis nach der Überquerung der Ringbahn parallel zur Wetzlarer Strecke und fädelt danach aus; die mittleren Gleise gehören dabei zum Hamburger Stadtbahnanschluss, die äußeren zur Wetzlarer Bahn. In einem Bogen führt die Strecke bis zur Heerstraße. Die S-Bahn nach Spandau verläuft bis hinter den Bahnhof Berlin Messe Süd (früher: Eichkamp) nördlich der Ferngleise, überquert diese. Die Fernbahn wendet sich in Höhe des S-Bahnhofs Heerstraße nach Nordnordwest, überquert beim U-Bahnhof Olympia-Stadion die U-Bahn-Strecke, überquert dann die Charlottenburger Chaussee und die alte Trasse der Lehrter Bahn und fädelt im Bereich des Güterbahnhofs Ruhleben in die Hamburger Bahn ein.
Betrieblich wird die Strecke gemeinsam mit den Ferngleisen der Stadtbahn unter der Streckennummer 6109 geführt, die Kilometrierung der Strecke beginnt in Berlin Ostbahnhof. Das heutige Ende der Strecke 6109 ist am Kilometer 18,3 an der Einmündung der Hamburger Bahn aus Berlin. Dieser Bereich gehört bereits zum Bahnhof Berlin-Spandau, gut einen Kilometer vor dem Personenbahnhof. Auf älteren Karten wird die Kilometrierung bis zum alten Bahnhof Berlin-Spandau (heute: Bahnhof Berlin-Stresow, früher: Spandau Hbf) weitergeführt.